# Microvalgus
Microvalgus är ett släkte av skalbaggar. Microvalgus ingår i familjen Cetoniidae.

## Dottertaxa tillMicrovalgus, i alfabetisk ordning[1]
- Microvalgus apicalis
- Microvalgus ater
- Microvalgus bicolor
- Microvalgus bruneiensis
- Microvalgus bursariae
- Microvalgus carinulatus
- Microvalgus castaneipennis
- Microvalgus curtus
- Microvalgus dubius
- Microvalgus duponti
- Microvalgus elongatus
- Microvalgus emarginatus
- Microvalgus excavatus
- Microvalgus fasciculatus
- Microvalgus flavipennis
- Microvalgus gabonensis
- Microvalgus glaber
- Microvalgus gracilis
- Microvalgus idjenensis
- Microvalgus javanicus
- Microvalgus kivuensis
- Microvalgus laoticus
- Microvalgus lapeyrousei
- Microvalgus lateralis
- Microvalgus luzonensis
- Microvalgus micros
- Microvalgus mindanaoensis
- Microvalgus modiglianii
- Microvalgus mucronatus
- Microvalgus nagaii
- Microvalgus nigriceps
- Microvalgus nigrinus
- Microvalgus nitidus
- Microvalgus pachyphallus
- Microvalgus parallelicollis
- Microvalgus parcus
- Microvalgus pilosus
- Microvalgus quinquedentatus
- Microvalgus rufipennis
- Microvalgus schoutedeni
- Microvalgus scutellaris
- Microvalgus squamipes
- Microvalgus squamiventris
- Microvalgus subemarginatus
- Microvalgus sulphureus
- Microvalgus sumatrensis
- Microvalgus termiticola
- Microvalgus turei
- Microvalgus unicarinatus
- Microvalgus vagans
- Microvalgus yilgarnensis